# スペキュレイション
スペキュレイションは、声優ユニット『創作集団くれまちす』のドラマCD製作プロジェクト『Project-bb』によるドラマCD作品。

## 概要
複数のレコードレーベルやレコード会社（MACANA RECORD、グルーヴ・ノート株式会社、音楽レーベルMOER等）との協力を得て制作されており、ボーカロイド楽曲を元とした歌がタイアップされている。

## あらすじ
カードゲームの全国大会決勝戦に向かう電車に乗っていた榛希と淳は、特別なカードを持っていることが引き金となり、異世界へと導かれる。その世界で二人を待ち受けていたのは、救世主としての使命だった。

## 登場人物

### 主要人物
御神榛希（みかみ はるき）
声 - 十亀将大
本編の主人公。器量が良く賢い、少し大人びた少年。良くも悪くも人付き合いが上手いが、なかなか他人に素の自分を見せようとはしない。親友の淳にだけは、本当の自分で素直に接することができる。淳とはいつもカード大会でダブルスを組むパートナーでもある。カードバトルでは、作戦やテクニックで知能的に戦う。バトル時間は長くなるが、手堅い戦法で勝率はかなり高い。所有する神獣は、朱雀「フェニックス」。
瀬原淳（せはら じゅん）
声 - 風間慎一
本編の準主人公。榛希とは正反対の、元気で活発な少年。直情的で、思ったことがすぐ口に出たり行動に出たりする。運動神経は抜群だが頭の方がからっきしで、榛希とは頭と体のような連帯感や一体感がある。カードバトルでは、とにかく攻撃絶対特化で戦う。所有する神獣は、白虎「シンラタイガー」。
リヒト＝シェンドラ
声 - 小笠原圭吾
リアラインにその名を馳せる勇者。三年前に魔王を倒し、テラを助け出したことからその称号を得た。普段はいい加減な性格をしているが、ここぞというときにずば抜けた強さを発揮する。リーダー的なポジションはあまり得意ではないが、しっかりと物事を見極める観察眼があり、静かにかつ冷静に指示を与えることができる。四六時中アイリスにまとわりつかれて文句を言いながらも、コンビネーションは抜群。魔法が使えない代わりに、魔法力を剣に乗せて魔剣を使う。
アイリス＝マリー
声 - 殿山祐身
本編のヒロイン的存在。ちょっとわがままな、元気あふれるリヒトのパートナー。強力な魔法でツッコミを入れるなどの暴挙がしばしばあるため、一緒にいるだけでも相当な手練れでなければ難しそうである。16属性の魔法契約を看破しており、賢者の称号も持っている。足には魔力を原動力として動く推進装置「フライロー」を装備している。リヒトのことが好きでしつこく絡んでいく。淳に対する扱いはひどい。
テラ
声 - 田嶋あや
カルディナキングダムの王子。見た目は活発に見えるが性格はとにかくマイペース。かなりゆっくりユルユルに見えるが、本人にとってはそれが普通。巨大な聖なる力を秘めているといわれているが、現在はその力を押さえ込まれているため、あまり戦闘力はない。膨大な魔法力が視覚的に現れ、目の色が金色をしている。眼力ひとつで魔法を発動することが可能。城下町にある露天外を散策するのが日課。ネコが大量に寄ってくるネコホイホイ。
オフィーリア
声 - 延近由美
カルディナキングダムの女王。テラの姉。おっとりした性格で何事にも寛容。太陽の女神の化身と言われるほどの圧倒的な陽の力を持つが、今はその力を封じられている。深く温かいやさしさと、ゆるぎない鋼鉄の精神でカルディナを治めている。
バルドルフ
声 - 小関裕太郎
カルディナの東西に二つの館を持つヴァンパイア。千年以上生きており、その精神はすべてを超越していて、何事にも感情を揺さぶられず、何をするにもただ淡々としている。普段は東西どちらかの洋館で、ステンドグラスを背に書物を開いている。魔王を凌駕すると言われるほどの、圧倒的な闇の力を持つ。背中には魔力推進型の片翼があるが、普段は形状化せずにしまっている。
謎の少年（なぞ - の - しょうねん）
声 - 釜みな子
神出鬼没な謎の少年。穏やかで木漏れ日のような柔らかい微笑を絶やさないが、その口から語られる言葉は不可解で、時に破滅的。なぜ現れるのか何が目的なのか、その一切は不明。物語の鍵を握る人物。

## テーマ曲
- 主題歌

『behind rainy』作詞・作曲／SayGo　歌／Fake Drip
- エンディングテーマ

『夕日坂』作詞・作曲／doriko　歌／うさ